# Tethya monstrosa
Tethya monstrosa är en svampdjursart som först beskrevs av Burton 1924.  Tethya monstrosa ingår i släktet Tethya och familjen Tethyidae.
Artens utbredningsområde är Tasmanien. Inga underarter finns listade i Catalogue of Life.